# Katey Sagal
Catherine Louise Sagal (Los Ángeles, 19 de enero de 1954), más conocida como Katey Sagal, es una actriz, cantante y compositora estadounidense, conocida principalmente por su papel de Peggy Bundy en la serie Married with Children y también como Gemma Teller en la serie Sons Of Anarchy, así como por prestar su voz a Turanga Leela en Futurama.

## Trayectoria
Sagal nació en una familia dedicada a los programas de televisión. Su padre, Boris Sagal, fue conocido por los programas dramáticos de la década de 1960. Sagal es la hermana mayor de las actrices Jean Sagal y Liz Sagal, que se hicieron famosas por la serie de los años 80 Double Trouble. También es hermana del actor Joe Sagal. Todos ellos crecieron en Brentwood, Los Ángeles, California.
Sagal comienza su carrera trabajando en Hollywood. Apareció en varias películas para televisión entre 1971 y 1975, entre ellas Candidate for Crime. Además hizo voces de coro para varios artistas en sus conciertos, como Bob Dylan, Gene Simmons y Tanya Tucker.
Sagal retornó a la televisión en 1985 en un programa llamado Mary, protagonizado por Mary Tyler Moore, que resultó un fracaso. Este fue el inicio para comenzar su papel más conocido a través del tiempo, Peg Bundy (en español, Peggy), en Married with Children. En la serie interpreta a la esposa de un vendedor de zapatos fracasado y frustrado. La carrera de Sagal giró en torno a la serie durante diez años.

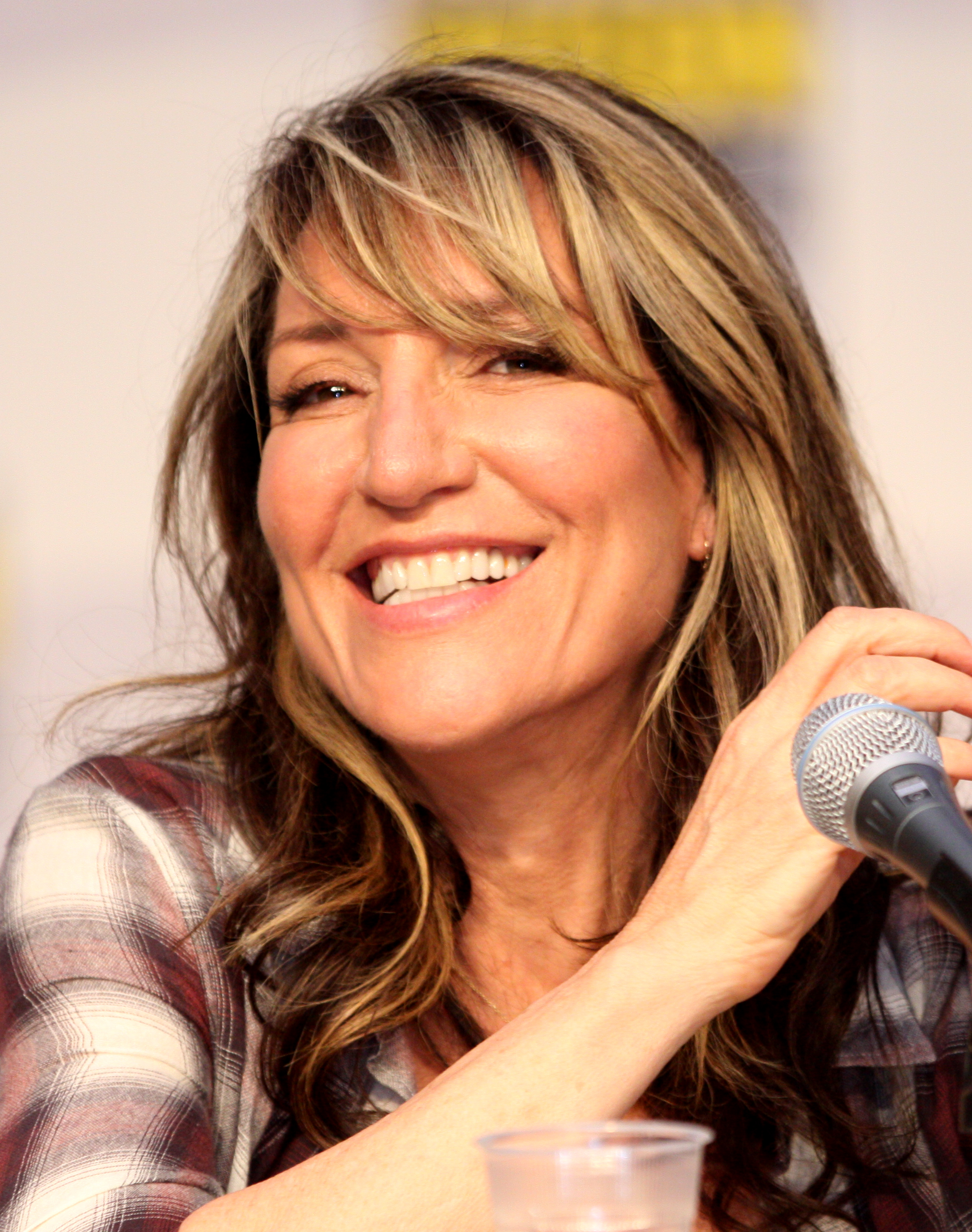
Katey Sagal en 2010.

Después de Married with Children, realizó varias películas para televisión y también prestó su voz en el corto animado Recess: School's Out.
En 1999, Matt Groening hizo participar a Sagal como la voz de la piloto espacial Leela en la comedia animada Futurama. Después, hizo pareja con John Ritter en la serie 8 Simple Rules for Dating My Teenage Daughter en el año 2002. Después de la inesperada muerte de Ritter en septiembre del 2003, Sagal debió cargar con el peso de mantener al aire el programa, que fue cancelado en el año 2005. Este mismo año protagonizó dos apariciones como invitada en Lost y una en Entre fantasmas.
Sagal se casó con el actor Kurt Sutter el 2 de octubre del 2004. Antes de eso, estuvo casada con Freddie Beckmeyer y Jack White. Tiene cuatro hijos.
Katey también participó en la serie That '70s Show haciendo el papel de la madre irresponsable de Hyde.
Hasta 2014 participó como Gemma Teller en la serie Sons of Anarchy y nuevamente como la voz de Leela en Futurama. En 2011 ganó un Globo de Oro por su papel en Sons Of Anarchy.
En 2015 actuó en Pitch Perfect 2 como Katherine Junk, madre de Emily Junk (Hailee Steinfeld) y antigua Bella de Barden.
En 2023 retomó su personaje de Turanga Leela en las nuevas temporadas de Futurama.
En 2024 fue seleccionada para interpretar a Dr. Kureha en la segunda temporada de One Piece.